# Gand-Wevelgem 1939
La Gand-Wevelgem 1939, sesta edizione della corsa, si svolse il 24 maggio per un percorso di 155 km, con partenza a Gand ed arrivo a Wevelgem. Fu vinta dal belga André Declerck davanti ai connazionali Frans Van Hellemont e Albert Van Laecke.

## Ordine d'arrivo (Top 10)
| Pos. | Corridore            | Tempo    |
| ---- | -------------------- | -------- |
| 1    | André Declerck       | 4h23'00" |
| 2    | Frans Van Hellemont  | s.t.     |
| 3    | Albert Van Laecke    | s.t.     |
| 4    | Louis Van Espenhout  | a 1'15"  |
| 5    | Georges Vandermeisch | s.t.     |
| 6    | Victor Codron        | s.t.     |
| 7    | Albert Fonteyne      | a 2'40"  |
| 8    | Frans Van Ransbeek   | s.t.     |
| 9    | Gabriel Jacobs       | a 4'40"  |
| 10   | Rémi Decroix         | a 6'30"  |